# بينومبرا: اوفرترو
بينومبرا: اوفرترو (بالإنجليزية: Penumbra: Overture)‏، هي لعبة فيديو سويدية، من تطوير فيكشينال جيمز، ونشرها شركة ليكسيكون إنترتنمنت، صدرت اللعبة في الأسواق سنة 2007، وتعمل لمنصات ماك أو إس، لينكس ومايكروسوفت ويندوز.